# 上里竹春
上里 竹春（かみさと たけはる）は、日本の漫画家・原画家。

## 経歴・特徴
『コミックギガテック』1995年9月号（メディアックス）を皮切りに、寡作ながらも活動していた。サークル名は「松竹くらぶ」であった。『漫画ばんがいち』などにも作品を発表していた。男女ともにかわいらしい感じのキャラクターを描く。
2010年10月頃から、健康面や経済面の理由により、活動を縮小している。

## 作品リスト

### 単行本
- 『告白～伝える想い～』 2006年7月24日発行、幻冬舎コミックス〈バーズコミックスギガ〉、ISBN 978-4-34480-792-1
  - しっかりしてよね （漫画ばんがいち2004年4月号、コアマガジン）
  - オジさんと一緒 （Chaser2004年4月号、メディアックス）
  - おネエさんにはかなうまい （comic大我2002年1月号、桜桃書房）
  - イトコドウシ （M'sアクションSPECIAL2004年7月号増刊、双葉社）
  - 隣のお姉さん （漫画ばんがいち2005年1月号）
  - ヒミツの恋 （漫画ばんがいち2002年4月号）
  - よく効くお薬 （漫画ばんがいち2001年10月号）
  - 彼女のお気に入り （漫画ばんがいち2002年1月号）
  - 君が君であるために （漫画ばんがいち2001年2月号）
  - 感染ル微熱 （Chaser2004年4月号）
  - 想い （ペンギンクラブ山賊版1997年6月号、辰巳出版）

### 単行本未収録作
- そのままの君でいて （COMICコーヒーブレイク1996年6月号、富士見出版）
- 僕だけの天使 （COMICコーヒーブレイク1996年9月号）

### 原画
- 『ツインズストーリー きみにつたえたくて…』 1998年9月25日発売、富士通パレックス、キャラクターデザインも担当。
- 『淫声 〜うたごえ〜』 1999年7月23日発売、アップルパイ